# سالي مانسفيلد
سالي مانسفيلد (بالإنجليزية: Sally Mansfield)‏ هي عارضة وممثلة أمريكية، ولدت في 13 ديسمبر 1920 في أوك بارك في الولايات المتحدة، وتوفيت في 28 يناير 2001 في ويستلاك فيلاج في الولايات المتحدة بسبب سرطان الرئة.

## وصلات خارجية
- سالي مانسفيلد على موقع IMDb (الإنجليزية)